# Open Database License
Az Open Database License (ODbL, Nyílt adatbázis licenc) az Open Knowledge Foundation Open Data Commons nevű projektjének egy terméke, egy olyan, a Creative Commons „Attribution-ShareAlike” (Nevezd meg - Így add tovább) licencéhez hasonló jogokat kíván biztosítani adatoknak, adatcsoportoknak és adatbázisoknak, speciálisan adatbázisokra szabott nyelvezetével és fogalmakkal.

## Eltérések a Creative Commons licencektől
Az ODbL egy európai jogon alapuló licenc, mely – az USA-beli CC-vel szemben – kezelni igyekszik a szerzői jog melletti számos, az adatbázisokra vonatkoztatható jogot, mint amilyen az adatbázisok egészére vonatkozó jog (droit sui generis), a szerzők morális jogai vagy a védjegyek, illetve a részek egyedi szerzői jogai.
Lényeges eltérés, hogy az adatok újralicencelését egyszerűsíti az a kitétel, mely szerint az egész adatbázis licencelését az adatbázist kibocsátó határozhatja meg, és nem kötelező az adatbázis publikálását és elérhetőségét korlátlan ideig biztosítani, ha amúgy a licenc feltételei már nem állnak fenn.
A CC részéről megfogalmazott kritikák:
- A licenc által lefedett jogok nem minden országban aktívak, és ez bizonytalanságot okoz
- A licenc túl bonyolult szövegű
- A licenc betartása nagy terheket ró az adatbázisokat nagy tömegben felhasználókra
- A szerzői jogok mellett a licenc (illetve a CC értelmezése szerint „szerződés”) szerződéses elemeket is tartalmaz, hogy kezelje a nem szerzői jogi tételek nemzetközi szabályozását
- A licenc nemzetközi inkompatibilitást okoz az eltérő országok eltérő szabályozásai miatt
- A licenc nem favorizálja a közkincs feltételei szerinti felhasználást.

Ezen kritikák szinte mindegyike vonatkoztatható a Creative Commons saját licenceire is, eltekintve azon részektől, melyek specifikusan csak azért léteznek, mert a CC az Egyesült Államok jogán alapuló licencet készített és a szabályozásoknak csak ott van értelme, illetve azon részektől, melyek épp azért hiányoznak a CC licenceiből, mert azok az USA törvényei számára is ismeretlenek.

## Felhasználások
A licenc legnagyobb felhasználója az OpenStreetMap projekt, mely 2012 december 12-től kezdve adatbázisát ODbL licenc alatt teszi elérhetővé. (A licencváltás előtti adatbázis CC-BY-SA 1.5 licenc alatt archívumként elérhető, valamint minden olyan adat, melynek jogtulajdonosai [szerkesztői] nem járultak kifejezett módon hozzá a licencváltáshoz az új adatbázisba már nem került bele.) A licencváltás okait és folyamatát is alaposan dokumentálták; a licencváltást viták és egyeztetések előzték meg de a közösség döntése alapján az ODbL jobban megfelel az adatbázissal szemben támasztott követelményeknek amellett, hogy az európai székhelyű OSM alapítvány is szívesebben támogat egy európai jogot is figyelembe vevő licencet. (Az OpenStreetMap adatbázisból előállított raszteres és vektoros térképek licencelését a térképeket előállítók állapíthatják meg; az OSM alapítvány által publikált térképek („raszteres render”) az ODbL szerinti „előállított művek” („Produced Work”), és így felhasználásuk esetében a forrás adatbázist és a licencet kell csak megadni.)